# Lendorf (Drautal)

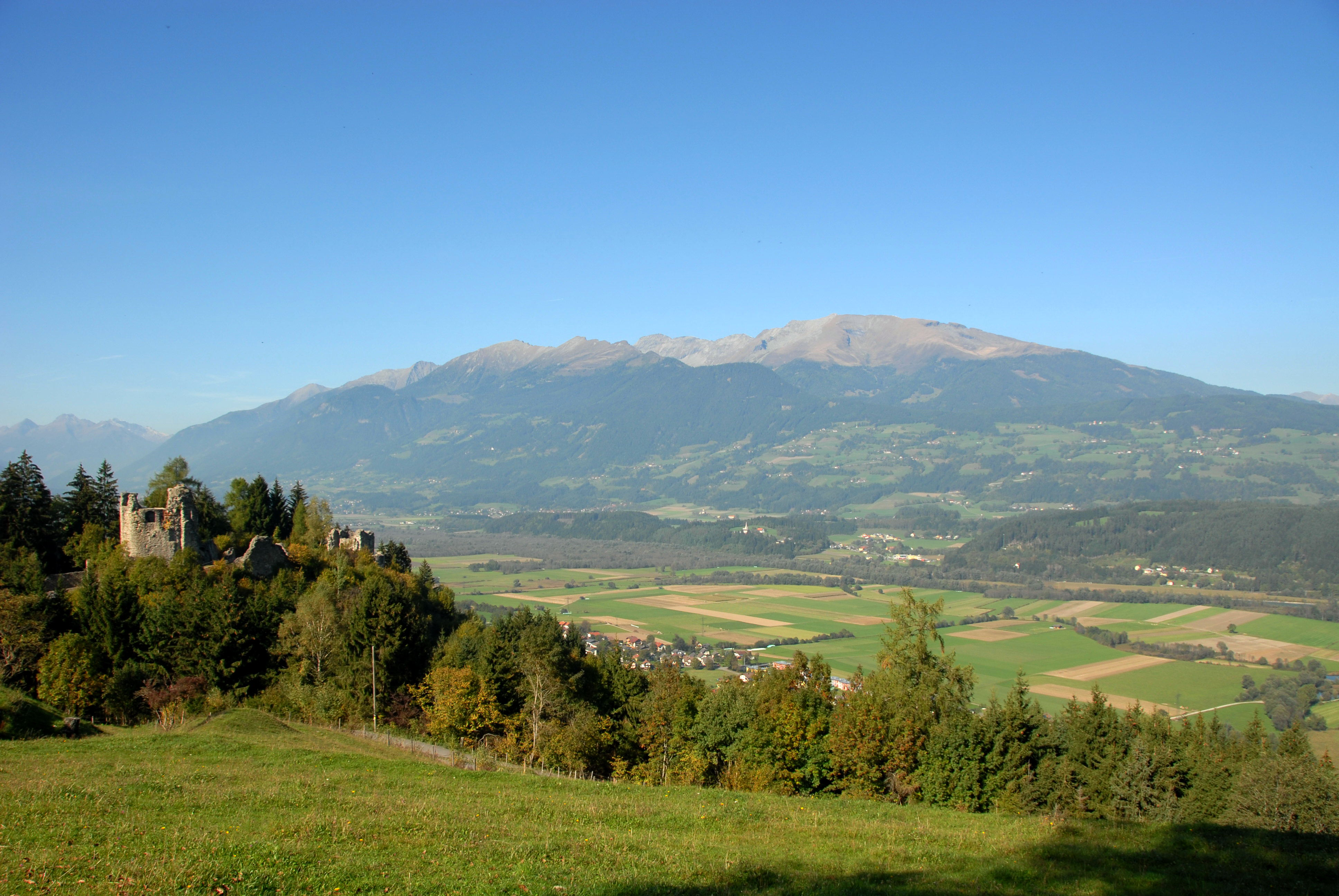
Blick von der Ruine Ortenburg auf Lendorf und das Gmeineck

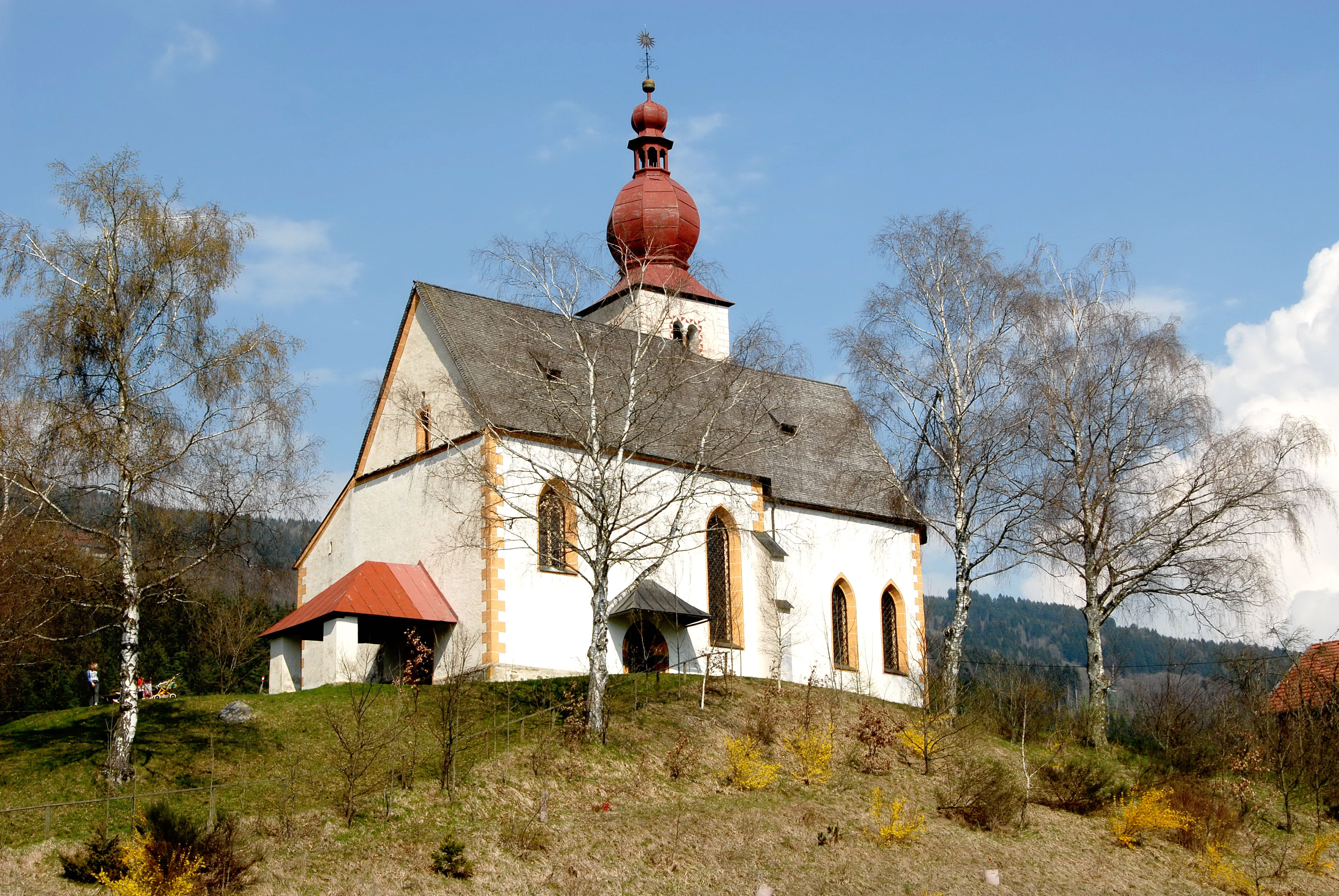
Maria Bichl nahe der Ortschaft Feicht

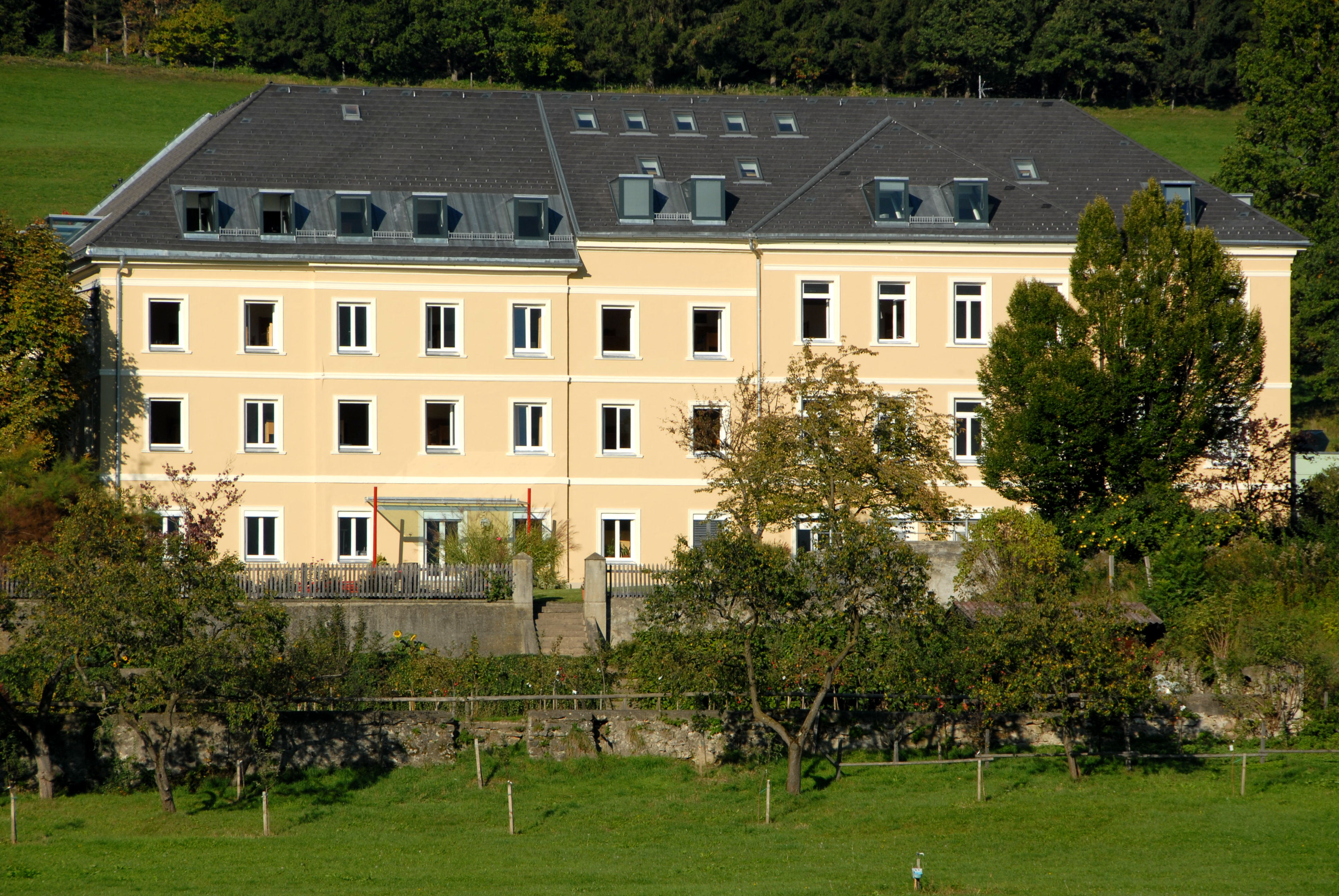
Litzlhof

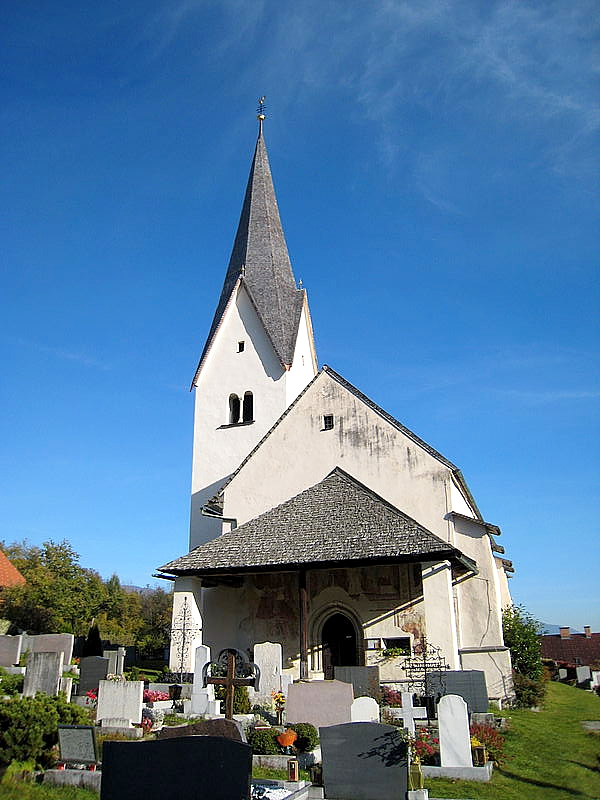
Kirche St. Peter in Holz

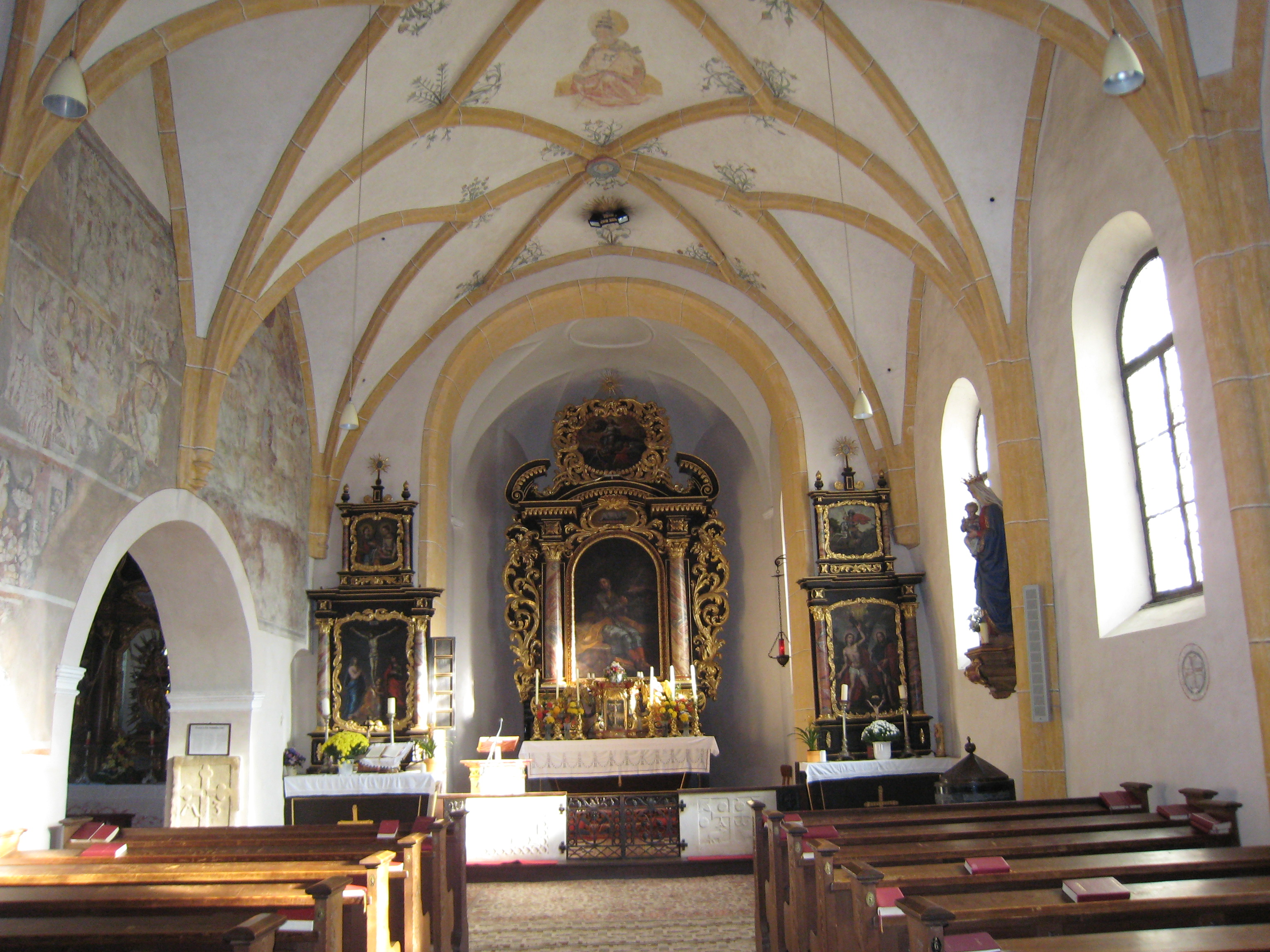
St Peter in Holz: Innenansicht

Lendorf ist eine Gemeinde mit 1761 Einwohnern (Stand 1. Jänner 2024) im Bezirk Spittal an der Drau in Kärnten.

## Geographie
Lendorf liegt auf dem Lurnfeld und grenzt im Osten an Spittal an der Drau und im Westen an die Gemeinde Lurnfeld. Das Gemeindegebiet reicht von den Hohen Tauern (Hohe Leier) im Norden über die Hangterrassen des Hühnersbergs bis in den Talgrund der Drau.

### Gemeindegliederung
Die Gemeinde ist in die zwei Katastralgemeinden Lendorf und Hühnersberg gegliedert, das Gemeindegebiet umfasst folgende neun Ortsteile (in Klammern Einwohnerzahl Stand 1. Jänner 2024):
- Feicht (106)
- Feichtendorf (51)
- Freßnitz (35)
- Hühnersberg (405)
- Lendorf (960)
- Litzlhof (2)
- Rojach (93)
- St. Peter in Holz (84)
- Windschnurn (25)

### Nachbargemeinden
|          | Mühldorf                                    | Trebesing           |
| Lurnfeld | Kompassrose, die auf Nachbargemeinden zeigt | Seeboden            |
|          | Baldramsdorf                                | Spittal an der Drau |

## Geschichte
Funde am Holzer Berg im Ortsteil Sankt Peter in Holz haben ergeben, dass es hier schon zur Bronzezeit Ansiedlungen gab.
Zu Zeiten der Römer wuchs hier ab etwa 50 v. Chr. die Stadt Teurnia heran, die ab dem 5. Jahrhundert Hauptstadt der römischen Provinz Noricum war und bis etwa ins Jahr 600 bestand. Umfangreiche Ausgrabungen haben hier zahlreiche Anlagen und Funde aus dieser Zeit freigelegt, die im 1913 eröffneten „Museum Teurnia“ zu sehen sind.
Teurnia wurde 591 letztmals als Bischofssitz genannt, danach ging es im Zuge der Slaweneinwanderung unter. Im Hochmittelalter entstand bei den antiken Ruinen die wichtige Mutterpfarre St. Peter in Holz. Diese Kirche war im Mittelalter neben Molzbichl, St. Athanas bei Berg im Drautal und Kühweg im Gailtal ein Ort der Verehrung des Heiligen Nonnosus.
Eine Ortsgemeinde Lendorf konstituierte sich erstmals 1850, wurde aber schon 1864 nach Spittal eingemeindet. Am 12. Februar 1887 verselbständigte sich Lendorf wieder und ist seither eigenständige Gemeinde.

## Bevölkerung
Laut Volkszählung 2001 hat Lendorf 1.776 Einwohner, davon sind 96,1 % österreichische und 1,5 % türkische Staatsbürger. 88,0 % der Bevölkerung bekennen sich zur römisch-katholischen, 7,3 % zur evangelischen Kirche und 1,9 % zum Islam, 4,5 % sind ohne religiöses Bekenntnis.
| Lendorf: Einwohnerzahlen von 1869 bis 2024          | Lendorf: Einwohnerzahlen von 1869 bis 2024 | Lendorf: Einwohnerzahlen von 1869 bis 2024 | Lendorf: Einwohnerzahlen von 1869 bis 2024 | Lendorf: Einwohnerzahlen von 1869 bis 2024 |
| --------------------------------------------------- | ------------------------------------------ | ------------------------------------------ | ------------------------------------------ | ------------------------------------------ |
| Jahr                                                |                                            |                                            |                                            | Einwohner                                  |
| 1869                                                | 1869                                       |                                            | 1.073                                      | 1.073                                      |
| 1880                                                | 1880                                       |                                            | 1.122                                      | 1.122                                      |
| 1890                                                | 1890                                       |                                            | 1.172                                      | 1.172                                      |
| 1900                                                | 1900                                       |                                            | 1.072                                      | 1.072                                      |
| 1910                                                | 1910                                       |                                            | 1.176                                      | 1.176                                      |
| 1923                                                | 1923                                       |                                            | 1.299                                      | 1.299                                      |
| 1934                                                | 1934                                       |                                            | 1.431                                      | 1.431                                      |
| 1939                                                | 1939                                       |                                            | 1.346                                      | 1.346                                      |
| 1951                                                | 1951                                       |                                            | 1.477                                      | 1.477                                      |
| 1961                                                | 1961                                       |                                            | 1.589                                      | 1.589                                      |
| 1971                                                | 1971                                       |                                            | 1.670                                      | 1.670                                      |
| 1981                                                | 1981                                       |                                            | 1.712                                      | 1.712                                      |
| 1991                                                | 1991                                       |                                            | 1.772                                      | 1.772                                      |
| 2001                                                | 2001                                       |                                            | 1.776                                      | 1.776                                      |
| 2011                                                | 2011                                       |                                            | 1.797                                      | 1.797                                      |
| 2021                                                | 2021                                       |                                            | 1.713                                      | 1.713                                      |
| 2024                                                | 2024                                       |                                            | 1.761                                      | 1.761                                      |
| Quelle(n): Statistik Austria, Gebietsstand 1.1.2021 |                                            |                                            |                                            |                                            |

## Kultur und Sehenswürdigkeiten
- Museum Teurnia in St. Peter in Holz (römische Ausgrabungen)
- Litzlhof
- Pfarrkirche St. Peter in Holz
- Filialkirche Maria am Bichl

## Wirtschaft und Infrastruktur
Die Gemeinde ist traditionell landwirtschaftlich geprägt und besitzt im Litzlhof eine landwirtschaftliche Fachschule. Im Jahr 2011 beschäftigte die Landwirtschaft 85 Erwerbstätige, der Produktionssektor 111 und der Dienstleistungssektor 303.

### Wirtschaftssektoren
Die folgende Tabelle zeigt die Entwicklung der Betriebsanzahl und der Beschäftigten in den Wirtschaftssektoren:
| Wirtschaftssektor            | Anzahl Betriebe | Anzahl Betriebe | Anzahl Betriebe | Erwerbstätige | Erwerbstätige | Erwerbstätige |
| Wirtschaftssektor            | 2021            | 2011            | 2001            | 2021          | 2011          | 2001          |
| ---------------------------- | --------------- | --------------- | --------------- | ------------- | ------------- | ------------- |
| Land- und Forstwirtschaft 1) | 51              | 91              | 101             | 107           | 85            | 64            |
| Produktion                   | 30              | 21              | 21              | 76            | 111           | 187           |
| Dienstleistung               | 82              | 71              | 46              | 378           | 303           | 227           |

1) Betriebe mit Fläche in den Jahren 2010 und 1999, Arbeitsstätten im Jahr 2021

### Verkehr
Durch das Gemeindegebiet verläuft die Drautal Straße (B 100) sowie ein Zubringer zum Knoten Spittal/Millstätter See der Tauern Autobahn (A 10). Von der Drautalbahn, die in Lendorf eine Bahnstation hat, zweigt bei Pusarnitz die Tauernbahn in Richtung Tauerntunnel ab.

## Politik

### Gemeinderat
Der Gemeinderat von Lendorf hat 15 Mitglieder.
- Mit der Gemeinderatswahl 2015 hatte er folgende Zusammensetzung: 7 SPÖ, 5 ÖVP und 3 FPÖ[9]
- Mit der Gemeinderatswahl 2021 hat er folgende Zusammensetzung: 8 SPÖ, 3 Lendorfer Volkspartei (ÖVP) und 4 FPÖ[10]

### Bürgermeisterin
Direkt gewählte Bürgermeisterin ist Marika Lagger-Pöllinger (SPÖ).

### Wappen
Das Gemeindewappen von Lendorf zeigt die Motive zweier Fundstücke aus der Spätantike und spielt damit auf die Bedeutung Teurnias zu dieser Zeit an. Das Flechtband stammt von einer Schrankenplatte aus der Friedhofskirche, die den Priester- von dem Gemeindebereich trennte. Der auffliegende Adler ist ein Motiv aus der östlichen Reihe im Mosaik der Kirche und ein Symbol Christi, der seine Kinder wie ein Adler im Nest schützt. Das T in den Fängen des Adlers steht für das untergegangene Teurnia.
Das Wappen wurde der Gemeinde am 22. Mai 1987 mit folgender Blasonierung verliehen: „Im schwarzen Schildhaupt ein silbernes, zweistrangiges, kreisförmig verschlungenes und mit silbernen Rosetten gefülltes Flechtband, durch einen silbernen Faden abgesetzt unten in Rot ein silberner, dem Mosaik von Teurnia nachgebildeter auffliegender Vogel mit linksgewendetem Haupt, in seinen Fängen ein silbernes T haltend.“
Die Flagge ist Rot-Weiß mit eingearbeitetem Wappen.

## Persönlichkeiten

### Söhne und Töchter der Gemeinde
- Paul Oberlercher (1859–1915), Geoplast[14]
- Josef Gritschacher (1883–1963), Politiker (CSP, ÖVP)
- John Lindsay-Theimer (1884–1952), Komponist von Unterhaltungsmusik
- Josef Ritscher (1891–1964), österreichischer Landwirt und Politiker, Ehrenbürger von Lendorf

### Mit der Gemeinde verbundene Persönlichkeiten
- Karl Kapeller (1863–1948) war ein österreichischer Grundbesitzer und Politiker, 1902 bis 1920 Bürgermeister von Lendorf